# Senkapitalism
Senkapitalism är en term som används av nymarxister för att beskriva kapitalismen under efterkrigstiden.[källa behövs] Begreppet tros först ha myntats av ekonomen Werner Sombart och senare populariserats av Ernest Mandel.
Senkapitalismen, som inbegriper högkonjunkturen efter andra världskriget, skall ses som en historiskt begränsad fas. Den marxistiske statsvetaren Fredric Jameson föredrog Rudolf Hilferdings term latest capitalism ("senaste kapitalism") framför senkapitalism, medan den franske filosofen Jacques Derrida förespråkade termen nykapitalism istället för post- eller senkapitalism.[källa behövs]